# Przedmieście (Opatowiec)
Przedmieście – część miasta Opatowiec w Polsce położona w województwie świętokrzyskim, w powiecie kazimierskim, w gminie Opatowiec.
W latach 1975–1998 Przedmieście administracyjnie należało do województwa kieleckiego.
Wierni kościoła rzymskokatolickiego należą do parafii  pw. św. Jakuba Starszego Apostoła w Opatowcu.